# 圣热罗尼莫修道院 (格拉纳达)

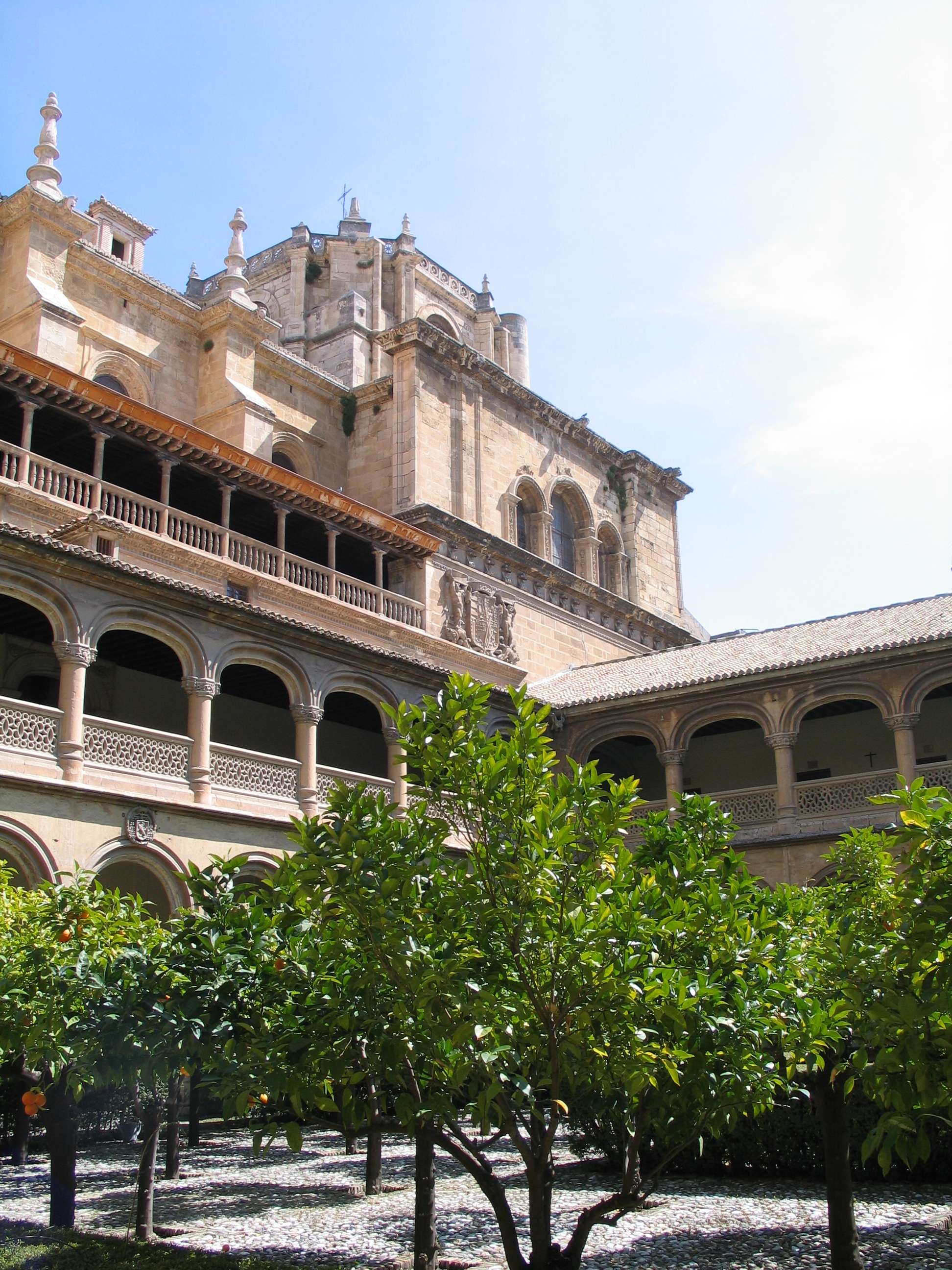
回廊

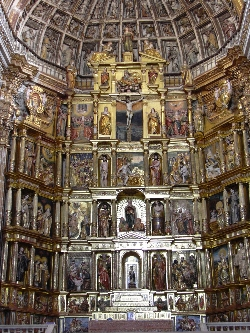
祭台

圣热罗尼莫修道院（西班牙語：Monasterio de San Jerónimo）是一座罗马天主教奥斯定会修道院，位于西班牙格拉纳达，文艺复兴建筑风格。其教堂是世界第一座供奉无玷始胎圣母的教堂。
在收复失地运动的最后阶段，格拉纳达围城期间，天主教双王伊莎贝拉一世和斐迪南二世于格拉纳达城外的圣达菲创立了这座修道院。1504年迁入城内。
教堂兴建于1513年至1522年。
虽然再次占领僧侣在其成立的时间顺序相同的今天，修道院曾经历许多沧桑，包括由法国拿破仑军队的入侵。修士被驱逐，修道院成为废墟。塔楼也被拆除，石头用于修桥。国家在1916-1920进行修复。1989年，塔楼也重新竖立。